# Kocjan (chan)
Kocjan, również Котян, Kuthens, Kotyan, Kotian, Koteny, Kötöny, Zayhan, albo Jonas (zm. 17 marca 1241 w Peszcie) – syn Sutoja, połowiecki chan od około 1192 do 1223. Po bitwie nad Kałką odsunięty od władzy, lecz nadal przewodził szczepowi Kunów.

## Życiorys
W 1205, po śmierci Romana Halickiego uczestniczył w walkach w księstwie halickim. W 1223, po najeździe Tatarów na ziemie Połowców Kocjan zwrócił się najpierw do swojego zięcia Mścisława Halickiego, ale pomocy nie otrzymał. Dopiero Mścisław III Dobry smoleński, książę kijowski zmobilizował innych książąt ruskich do wyprawy odwetowej. Pogoń za Tatarami zakończyła się klęską pod Kałką, spowodowaną brawurą Mścisława Halickiego. Kocjan zbiegł z pola walki.
W 1225 Kocjan brał udział w wyprawie Mścisława Halickiego przeciwko Polakom, którzy wspomagali Daniela w walce o tron halicki.
W 1228 wspomagał kijowskiego Włodzimierza Rurykowicza przeciwko Danielowi. Później znów po stronie Daniela walczył przeciwko Węgrom.
W 1238 rozbity w stepach astrachańskich przez Mongołów Batu wraz z 40 tys. współplemieńców wycofał się na Węgry, gdzie Bela IV przyjął ich i osiedlił. Kocjan, dotychczas szamanista, przyjął wtedy chrzest. Jego córka Elżbieta Kumanka wyszła za syna Beli, późniejszego króla Stefana V. Panowie węgierscy byli nieufni wobec Połowców i zaraz przed najazdem Tatarów w 1241 roku zamordowali Kocjana w Peszcie.

## Potomstwo
- Córka wydana za Mścisława Halickiego
- Córka wydana za Narjot de Toucy, regenta Konstantynopola, po 1241 mniszka.
- Córka Elżbieta Kumanka, królowa węgierska, żona Stefana V, matka Władysława Kumańczyka